# Alexander Stephens (biographe)
Pour les articles homonymes, voir Alexander Stephens et Stephens.
Alexander Stephens est un biographe écossais, né à Elgin en 1757 et mort à Chelsea en 1821. 
Après avoir fait ses études à Aberdeen, il acheta un brevet d’officier d’infanterie, puis il étudia le droit et enfin, ayant fait un riche mariage, il s’adonna à la poésie et à la littérature. 

## Œuvres
Ses principaux écrits sont : 
- Letters from a noble man to his son (in 8°) ;
- Public characters (Londres, 1798, in 8°) ;
- History of the wars of the French revolution (Londres, 1803. 2 vol. in-4°) ;
- Annual biography and obituary (Londres, 1817, 5 vol. in-8°).

## Source
- « Alexander Stephens (biographe) », dans Pierre Larousse, Grand dictionnaire universel du XIXe siècle, Paris, Administration du grand dictionnaire universel, 15 vol., 1863-1890 [détail des éditions].